# Piotr Michalczyk
Piotr Michalczyk (ur. 1 listopada 1960 w Krakowie, zm. 2013) – szopkarz krakowski. W konkursie szopek krakowskich uczestniczy nieprzerwanie od 1995; wielokrotnie zdobywał II i III nagrody w konkursie. W 2010 zdobył I nagrodę w kategorii szopek średnich. Jego dzieła znajdują się w kolekcji Muzeum Historycznego Miasta Krakowa i w licznych kolekcjach zagranicznych. Wykonał łącznie ponad 200 szopek.